# Iosif Bujor
Iosif Bujor (cunoscut sub numele conspirativ Trandafir; în rusă Иосиф Бужор; n. 1902, Cobani, raionul Glodeni, gubernia Basarabia, Imperiul Rus – d. 1941, RSS Moldovenească, URSS) a fost un revoluționar basarabean, participant activ al mișcării bolșevice clandestine din Basarabia ca parte a României, și în RSS Moldovenească, la începutul celui de-al doilea război mondial.

## Biografie
S-a născut în satul Cobani (acum în raionul Glodeni, Republica Moldova) din județul Bălți, gubernia Basarabia, (Imperiul Rus). A absolvit școala de 4 ani din Bălți.
În 1924, a trecut ilegal Nistrul, și s-a stabilit în URSS, unde a servit în Armata Roșie, iar în 1925 a devenit membru al Partidului Comunist.
În mai, același an, a devenit „judecător al poporului” în capitala RASS Moldovenești (RASSM), orașul Balta, apoi la Camenca, Ananiev și Bârzula, ulterior, a lucrat ca instructor la Comisariatul popular de justiție al RASSM.
În anii 1931-1932 a studiat la catedra de ziare a Universității comuniste nord-caucaziene, după care (1932) a fost trimis să lucreze în clandestinitate în Basarabia, unde a fost ales secretar al comitetului (secret) regional basarabean al Partidului Comunist Român, dar a fost în curând arestat. La 4 aprilie 1934, a fost condamnat la 10 ani de închisoare, pe care i-a servit la Suceava, Târgu Ocna și în cele din urmă la închisoarea Doftana, unde era secretarul celulei de partid a prizonierilor politici. După ce a fost eliberat din închisoare în noiembrie 1940, s-a întors la Chișinău. În 1941, după ocuparea Basarabiei, devine membru al Curții Supreme a RSS Moldovenești.
În toamna anului 1941, odată cu începerea ostilităților, a fost trimis pe teritoriul Moldovei pentru a organiza activitatea de partizanat comunistă, dar a fost ucis în luptă. A fost decorat post-mortem cu Ordinul Steaua Roșie în 1943.
În 1968, o stradă din Chișinău (sectorul Ciocana) a fost numită după revoluționar. După destrămarea URSS, aceasta a fost redenumită în „Haiducul Bujor”.